# Parafia wojskowa Wniebowzięcia Najświętszej Maryi Panny w Skierniewicach
Parafia Wojskowa Wniebowzięcia Najświętszej Maryi Panny w Skierniewicach – parafia w Dekanacie Sił Powietrznych Ordynariatu Polowego Wojska Polskiego (do roku 2012 parafia należała do Warszawskim Dekanacie Wojskowym). Erygowana 21 stycznia 1993.
Proboszczowie parafii
- ks. kan. płk dr Marek Pietrusiak – 15 listopada 2004 – 28 lutego 2013
- ks. ppłk Paweł Piontek – od 1 marca 2013 – 2017
- ks. płk dr Piotr Majka 2017-2019
- ks. mjr Władysław Włodarczyk 2019-2021
- ks. ppłk Krzysztof  (o. Kamil) Szustak OSSPE 2021-2023
- ks. ppłk dr Sławomir Gadowski od 2023

W latach 1973–1986 proboszczem parafii wojskowej w Skierniewicach a zarazem III proboszczem parafii cywilnej pw. Wniebowzięcia NMP w tym mieście był ks. płk Florian Klewiado.